# Cymatura mabokensis
Cymatura mabokensis là một loài bọ cánh cứng trong họ Cerambycidae.